# Tęczowcowate
Tęczowcowate (Xenopeltidae) – monotypowa rodzina węży z infrarzędu Alethinophidia.

## Zasięg występowania
Do rodziny tęczowcowatych należą gatunki występujące w Azji Południowo-Wschodniej i południowych Chinach.

## Podział systematyczny
Do rodziny należy jeden rodzaj – Xenopeltis Reinwardt, 1827 – z następującymi gatunkami: 
- Xenopeltis hainanensis Hu & Zhao, 1972
- Xenopeltis intermedius Orlov, Snetkov, Ermakov, Nguyen & Ananjeva, 2022
- Xenopeltis unicolor Reinwardt, 1827 – tęczowiec